# Нижняя Верейка
Нижняя Верейка — село в Рамонском районе Воронежской области.
Входит в состав Скляевского сельского поселения.

## История
Основано в нач. XVIII века как Шевырево. В 1776 г. в селе была построена деревянная Воскресенская церковь. К этой церкви считается приписанной Крестовоздвиженская церковь в с. Рубцово. Ныне сохранившаяся кирпичная Воскресенская церковь выстроена в нач. ХХв. в формах неоклассицизма.
В 1859г. в селе в 51 дворе проживало 553 человека. В 1900 году население составляло 833 жителя. Было 136 дворов, одно общественное здание, школа. Из промышленных предприятий были: маслобойня, 7 ветряных мельниц, кирпичный завод. Также работала мелочная лавка и винная. До 1923 года территориально входило в состав Землянского уезда Воронежской губернии.С июля 1942 по январь 1943 гг. было оккупировано немецкими войсками. В 2007г численность населения составляла 129 человек.

## География
Расположено на берегу реки Большая Верейка.

### Улицы
- ул. 50-летия Октября
- ул. Заречная
- ул. Ленина
- ул. Матросова

## Достопримечательности
Церковь Воздвижения Креста Господня - ведёт историю от деревянной Воскресенской церкви, построенной в 1776 г. В конце XIX века Воскресенская церковь перестроена в камне и освящена в честь Воздвижения Креста Господня . В 1942 г. разрушена при оккупации села немецкими захватчиками.

## Население
| 1859 | 1897 | 2010 |
| ---- | ---- | ---- |
| 461  | ↗804 | ↘108 |

## Интересные факты
Наиболее распространённые фамилии: Бердниковы, Швырёвы.